# Егоцентрични говор
Егоцентрични говор је посебан вид говора који се јавља код деце на узрасту од око три године, а основна одлика му је да дете све поруке упућује самом себи. Овај говор је неразумљив, крајње сажет, а састоји се од кратких, граматички неуређених и непотпуних реченица.